# Alexandre Descatoire
Alexandre Joseph Descatoire, né le 22 août 1874 à Douai (Nord) et mort le 7 mars 1949 à Marquette (Nord), est un sculpteur français.

## Biographie
Alexandre Descatoire est élève d'André-Louis-Adolphe Laoust et, aux Beaux-arts de Paris, de Gabriel-Jules Thomas. Il obtient le second deuxième grand prix de Rome en 1902 et il est élu membre de l'Académie des beaux-arts en 1939. Son art se rattache au mouvement de l'Art déco.
Sociétaire du Salon des artistes français, il y remporte en 1904 une médaille de 3e classe, une bourse de voyage en 1905, une médaille de 2e classe en 1911, une médaille d'or en 1922 et une médaille d'honneur en 1927. Il y expose en 1929 deux bronzes en cire perdue Buste de M. G. et Buste de M. V. et est alors placé en hors-concours. Une grande partie de son œuvre est dédiée aux soldats de la Première Guerre mondiale.
Il devient professeur aux Beaux-Arts de Paris en 1934.
En 1925, il est nommé Rosati d'honneur. La même année, il est nommé chevalier de la Légion d'honneur, puis promu officier du même ordre en 1938.
Alexandre Descatoire meurt à Marquette le 7 mars 1949 et est inhumé au cimetière principal de Douai.

## Œuvres

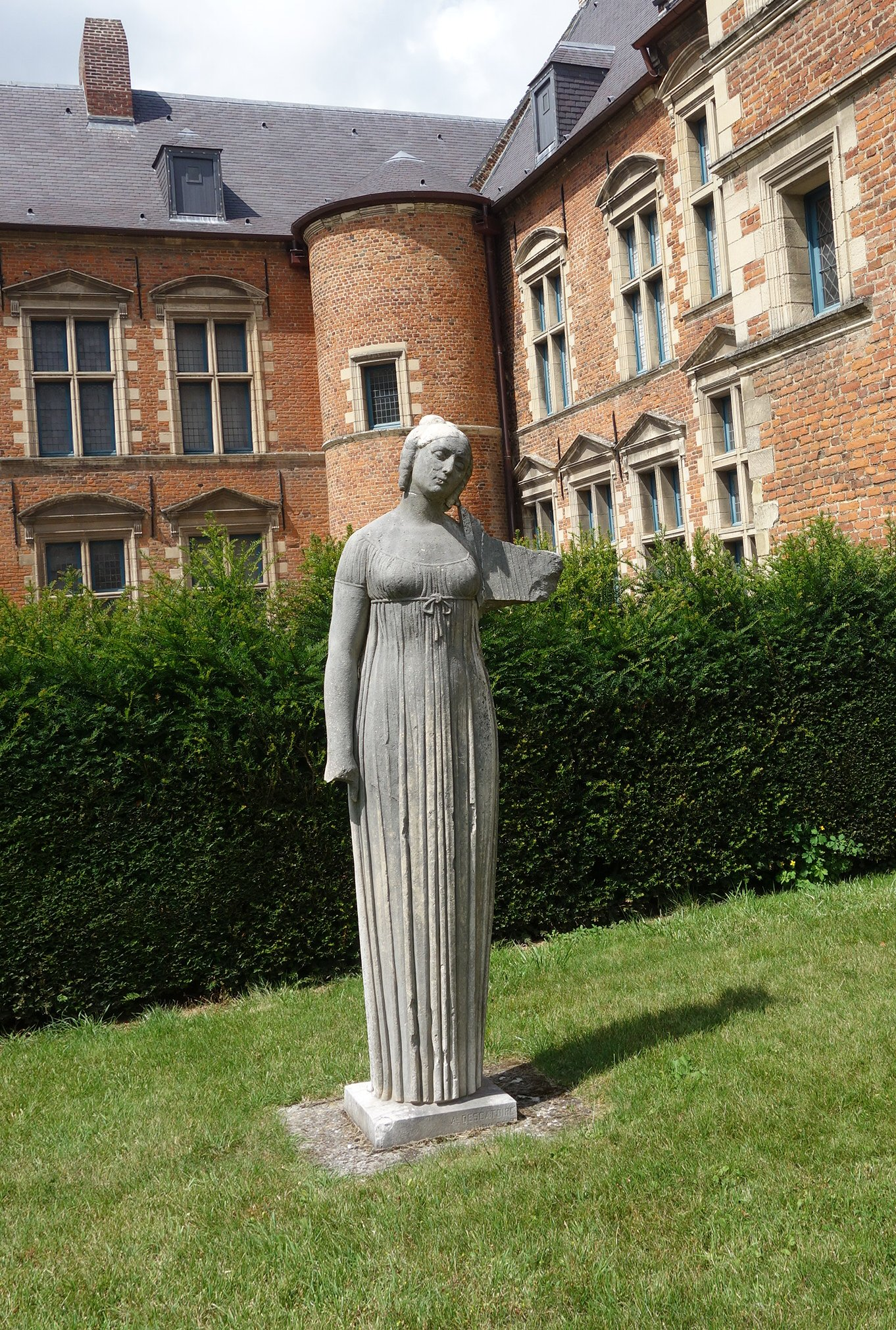
Statue du Monument à Marceline Desbordes-Valmore (1936), musée de la Chartreuse de Douai.

- Annecy : Monument à saint François de Sales, 1924, statue en bronze[6].
- Créteil, cimetière communal : Monument aux morts, 1922, pierre[7].
- Douai :
  - Monument aux Morts.
  - musée de la Chartreuse :
    - La Mort d'Abel ;
    - Ulysse naufragé ;
    - Le Retour du poilu[8] ;
    - statue du Monument à Marceline Desbordes-Valmore, 1936, pierre, seul vestige du monument[9].
- Douaumont, ossuaire de Douaumont : Monument au Soldat du droit[10].
- Étretat : Monument à Charles Nungesser et François Coli, en collaboration avec Gaston Petit, détruit par l'occupant allemand en 1942.
- Lens, église Saint-Léger : peintures murales, vers 1926[11].
- Lille : Monument au Pigeon voyageur, en collaboration avec l'architecte Jacques Alleman.
- Paris :
  - jardin du Monument-aux-Mères-Françaises : Monument aux Mères françaises, 1938, en collaboration avec Henri Bouchard.
  - palais de Chaillot, parvis : La Jeunesse, une des statues dorées commandées pour l'Exposition universelle de 1937[12].
  - cimetière du Père-Lachaise : Buste de Frédéric-Charles Moog, haut-relief en bronze[13].
- Roubaix : Monument aux Morts.
- Tourcoing :
  - Monument à Gustave Dron ;
  - parc Barbieux, Monument à Jean-Joseph Weerts, 1931[14].
- Douai, place Carnot : Paul Hayez, buste en bronze qui lui fut remis le 19 juin 1933 pour 50 ans de vie publique[15].

Œuvres d'Alexandre Descatoire
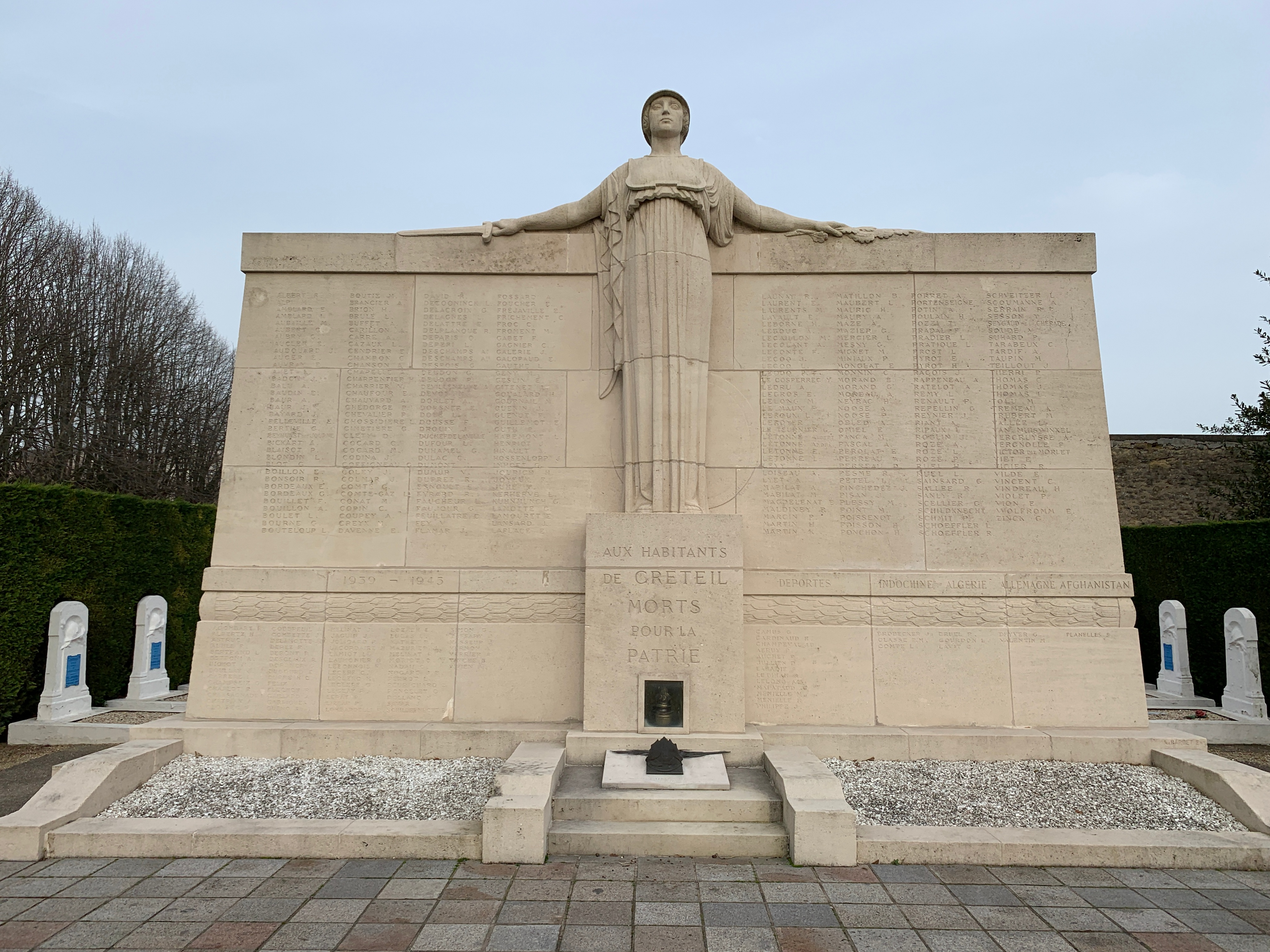
Monument aux morts de Créteil (1922), cimetière de Créteil.
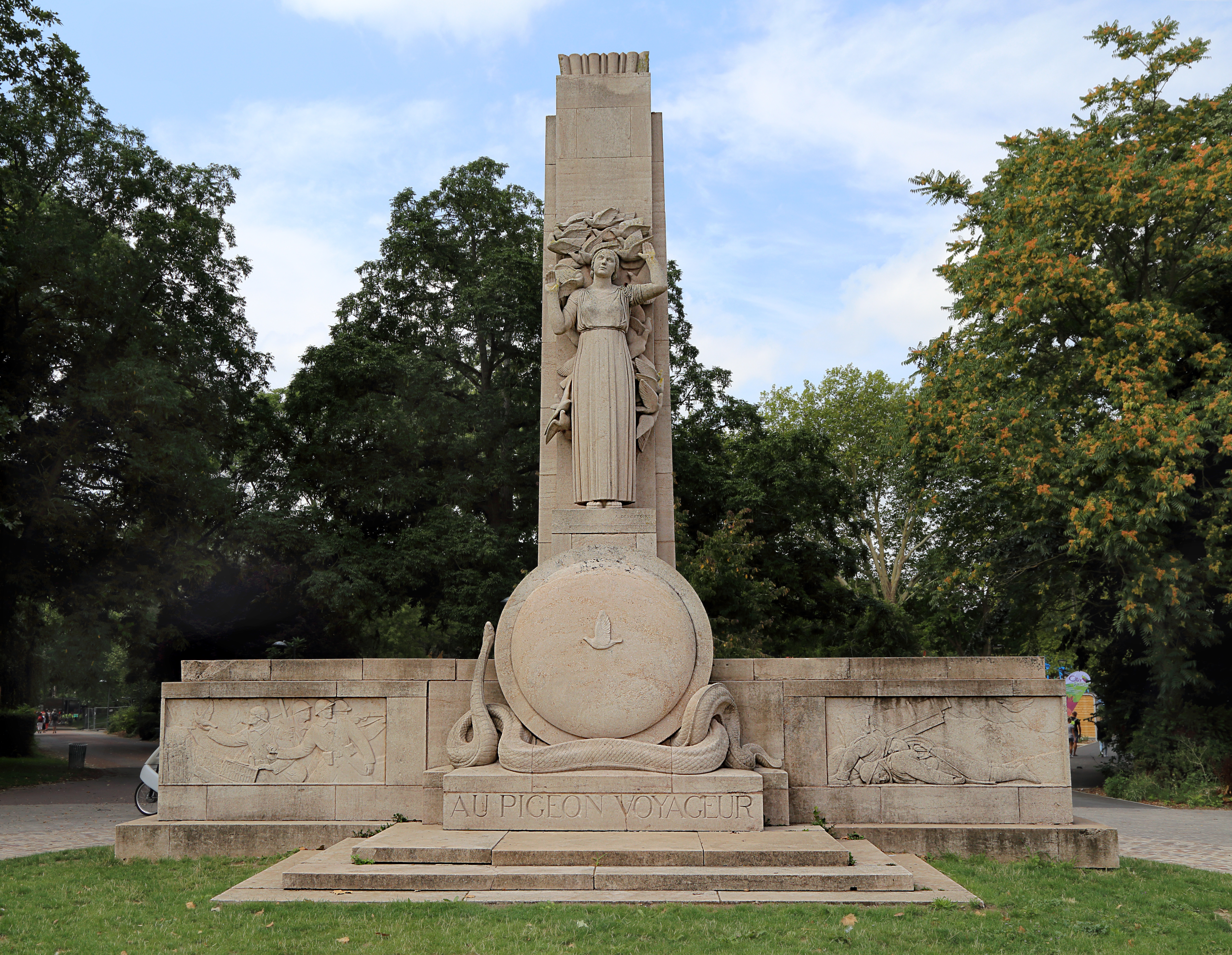
Monument au pigeon voyageur (1936), Lille.
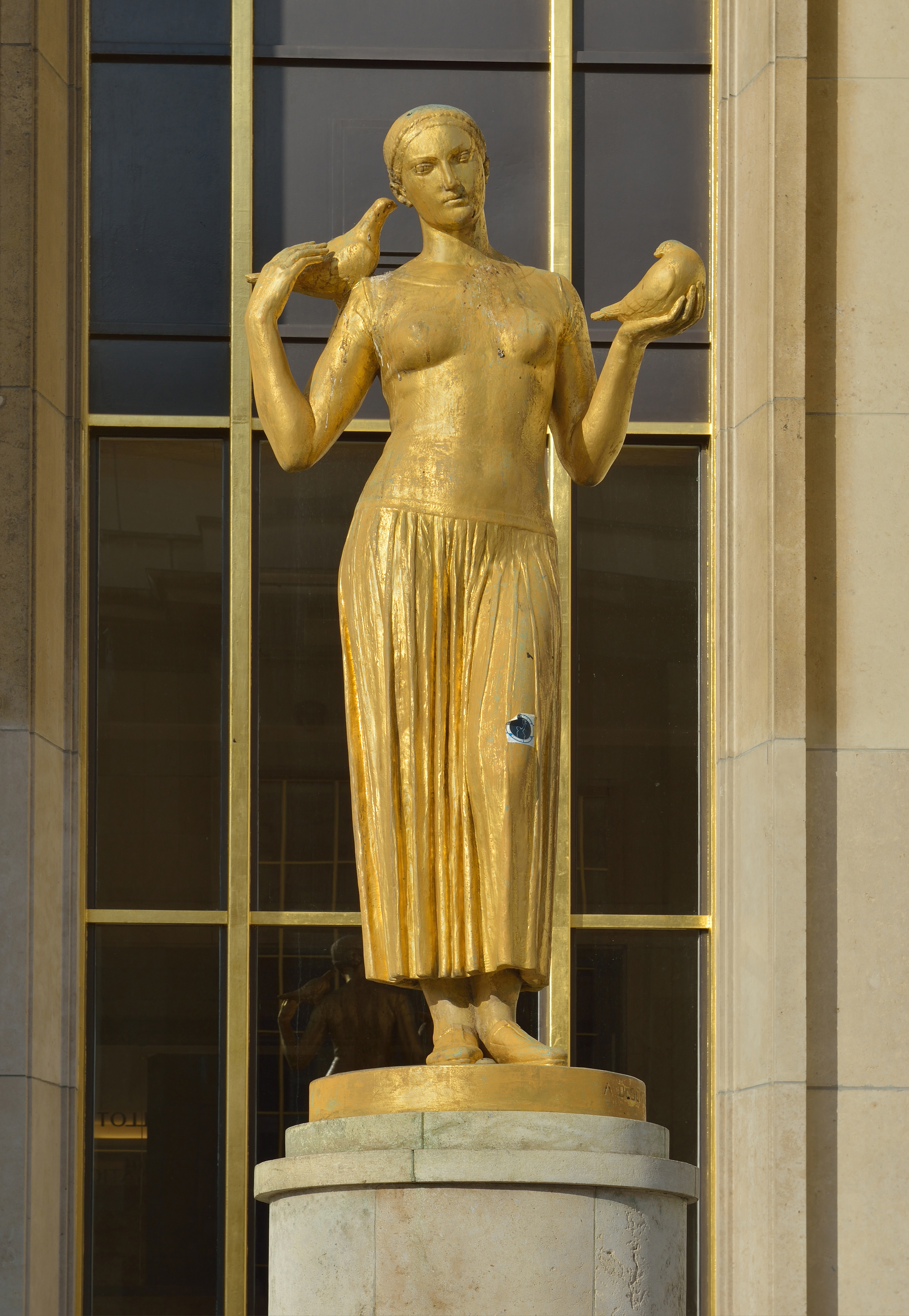
La Jeunesse (1937), Paris, parvis du palais de Chaillot.
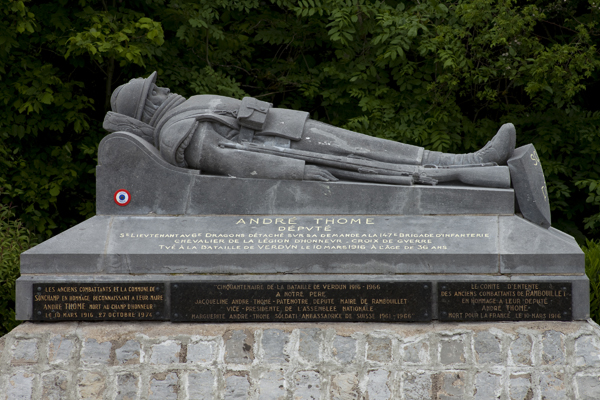
Monument au Soldat du droit, ossuaire de Douaumont.

## Élèves
- Albert Bouquillon (1908-1997)[réf. nécessaire]